# Nico Josef Zitek
Nico Josef Zitek (* 1976 in Aachen) ist ein deutscher Schauspieler.

## Leben
Nico Josef Zitek ist der Enkel des tschechischen Schauspielers Josef Zitek (Prager Nationaltheater). Seine Schauspielausbildung absolvierte er von 1997 bis 2000 an der staatlich anerkannten Stage & Musical School in Frankfurt am Main. Es folgen Engagements an verschiedenen Theatern, u. a. am Schauspiel Frankfurt (Spielzeit 2000/01), am Kellertheater Frankfurt (2001) und am Berliner Schillertheater (Spielzeit 2004/05). Am Schauspiel Frankfurt spielte er u. a. Protasius in Fegefeuer in Ingolstadt und Mercutio in Romeo und Julia. In späteren Jahren war er mehrfach als Darsteller bei den „Krimidinner“-Theaterveranstaltungen von Hazy Hartlieb auf Tournee.
Seit 2005 steht er in verschiedenen Kino- und Fernsehproduktionen vor der Kamera. Sein Kinodebüt hatte Zitek 2007 mit dem 2011 erschienenen Drama Testing Life. Weitere Kinorollen hatte er in dem Horrorthriller Tortura (2008), in dem Fantasy-Film Abaron (2009) und in dem deutsch-türkischen Liebesfilm Zeit der Olive (2012). Eine Hauptrolle als Ehemann der Protagonistin Vera (Lea Faßbender) spielte er im Mysterythriller Veras Mantel (2015) des österreichischen Regisseurs Ronald Unterberger.
Er spielte in verschiedenen TV-Produktionen mit, u. a. in dem Märchenfilm Der Teufel mit den drei goldenen Haaren (2009, als „Erster Vasall“), in der Fernsehserie Lasko – Die Faust Gottes (2010), im Autismus-Drama Der kalte Himmel (2011), in Rote Rosen (2013, mit Barbara Lanz als Partnerin), im ZDF-Dreiteiler Ku’damm 59 (2018), in dem Fernsehfilm Echte Bauern singen besser (2019, als Pfleger Malte) und in der TV-Komödie Mein Schwiegervater, der Camper (2019).
Er wirkte in verschiedenen Kurzfilmen sowie in Werbe- und Imagefilmen (u. a. Westdeutsche Spielbanken, Daimler Financial Services, Opel Deutschland, Gösser) mit. Außerdem arbeitet er als Synchron- und Hörspielsprecher.
Nico Josef Zitek machte 2016–2017 eine Ausbildung zum Tauchlehrer. Er ist Mitglied im Bundesverband Schauspiel (BFFS) und lebt seit 2004 in Berlin.

## Filmografie (Auswahl)
- 2008: Tortura (Kinofilm)
- 2008: At Dawn – Morgengrauen (Kurzfilm)
- 2008: A Life Beyond (Kurzfilm)
- 2009: Abaron (Kinofilm)
- 2009: Der Teufel mit den drei goldenen Haaren (Fernsehfilm)
- 2010: Lasko – Die Faust Gottes: Der Verdacht (Fernsehserie, eine Folge)
- 2011: Der kalte Himmel (Fernsehfilm)
- 2011: Testing Life (Kinofilm)
- 2012: Zeit der Olive (Kinofilm)
- 2013: Rote Rosen (Fernsehserie)
- 2014; 2015: In Gefahr – Ein verhängnisvoller Moment (Fernsehserie)
- 2015: Veras Mantel (Kinofilm)
- 2018: Ku’damm 59 (Fernsehfilm)
- 2018: Schicksale – und plötzlich ist alles anders: Das Weihnachts-Chaos (Fernsehserie, eine Folge)
- 2019: Echte Bauern singen besser (Fernsehfilm)
- 2019: Mein Schwiegervater, der Camper (Fernsehfilm)